# Alisa Ozhogina
Alisa Ozhogina Ozhogin (Moscou, 31 de outubro de 2000) é uma nadadora artística espanhola.

## Carreira
Ela nasceu em Moscou, filha de pais russos, mas foi criada em Sevilha, onde é sócia do Club Sincro Sevilla. Conquistou cinco medalhas em Campeonatos Mundiais de Natação entre 2022 e 2024, e três medalhas em Campeonatos Europeus de Natação, em 2021 e 2024. Nos Jogos Europeus de Cracóvia 2023 conquistou duas medalhas de ouro.
Durante o pré-olímpico de Barcelona, a dupla ficou em segundo lugar, ambos finalmente se classificando para os Jogos Olímpicos de Tóquio 2020. Integrante da seleção espanhola de natação artística olímpica, em Tóquio participaria da prova de duetos, novamente com Tió. Nas preliminares ambos ficaram em décimo primeiro lugar e se classificaram para as finais, onde terminariam na décima posição.
Nos Jogos Olímpicos de Verão de 2024, em Paris, conquistou a medalha de bronze na competição por equipes na natação artística, ao lado de Txell Ferré, Marina García Polo, Lilou Lluís Valette, Meritxell Mas, Paula Ramírez, Iris Tió e Blanca Toledano.